# Kévin Rodrigues
Kévin Manuel Rodrigues (* 5. März 1994 in Bayonne, Frankreich) ist ein französisch-portugiesischer Fußballspieler.

## Karriere

### Im Verein
Rodrigues wurde als Sohn portugiesischer Eltern in Frankreich geboren und spielte in den Nachwuchsabteilungen von Aviron Bayonnais und FC Toulouse. Am 20. Mai 2012 gab er als Einwechselspieler sein Debüt in der Ligue 1. Zur Saison 2014/15 wechselte er zum Zweitligisten FCO Dijon. Auch bei seinem neuen Klub kam er jedoch vorwiegend in der B-Mannschaft zum Einsatz. 2015 erfolgte der Wechsel nach Spanien zur zweiten Mannschaft von Real Sociedad. Am 29. Januar 2017 debütierte er im Rahmen einer 0:3-Niederlage gegen Real Madrid in der Primera División. Im März 2017 verlängerte er seinen Vortrag vorzeitig bis Juni 2020. Im Sommer 2019 wurde der Spieler für eine Saison an CD Leganés ausgeliehen, im Anschluss folgte eine weitere einjährige Leihe an SD Eibar. 2021 wechselte er auf Leihbasis zu Rayo Vallecano. Nach Ablauf der Leihe verließ der Portugiese Spanien und schloss sich Adana Demirspor an.

### In der Nationalmannschaft
Rodrigues spielte zunächst für die U18- und U19-Nationalmannschaft Frankreichs. Mit letzterer bestritt er die U19-EM 2013 und wurde Zweiter. Im November 2016 wurde er erstmals in die U21-Nationalmannschaft Portugals berufen, mit der er im Folgejahr an der U21-EM 2017 teilnahm. Am 10. November 2017 debütierte Rodrigues im Rahmen eines Freundschaftsspiels gegen Saudi-Arabien in der portugiesischen A-Nationalmannschaft.

## Erfolge
- UEFA-Nations-League-Sieger: 2019